# Le avventure di re Pausole
Le avventure di re Pausole è un romanzo del poeta e scrittore francese Pierre Louÿs pubblicato per la prima volta in Francia a puntate nel 1900.

## Storia
Il romanzo è stato l'ultimo ad essere pubblicato durante la vita di Pierre Louÿs ed appartiene alla letteratura erotica di fine XIX secolo e inizio XX secolo. Segue la tradizione classica della satira contro la morale. Alla sua uscita per la prima volta a puntate e poi rivisto in seguito, il romanzo ha destato interesse ed ha ispirato illustratori, registi e musicisti diventando poi un classico della letteratura erotica.

## Trama
In un paese di fantasia, Trypheme, il re Pausole regna amato da tutti suoi sudditi. Il re, dopo la rilettura del testo fondamentale in vigore nel suo regno, il Libro dei Costumi, lo ha semplificato e ridotto ad un codice con soli due articoli: 1 - Non nuocere al tuo vicino. 2 - Fai quello che ti pare. In particolare il secondo articolo non è previsto in nessun altro paese ma, proprio per questo, è il più apprezzato da tutti. La massima libertà dei sudditi è un tesoro rigorosamente rispettato; ad esempio la nudità è molto apprezzata mentre solo le persone brutte sono invitate a vestirsi. La massima preoccupazione del re è quella per la figlia Aline che si è innamorata del pilota sportivo Giglio atterrato con il suo velivolo sulla spiaggia. Pausole invita il pilota a festeggiare il compleanno della figlia ma non intende concedergli la mano di Aline. La figlia, così, decide di fuggire insieme alla sua migliore amica Mirabelle. Anche il pilota interviene in questa fuga e il re inizia a preoccuparsi perdendo la pace. La ricerca si rivela faticosa e alcune delle sue abitudini cominciano ad essere messe in dubbio mentre si allontana dalla corte in cerca della figlia. Quando Pausole fa ritorno a casa dal viaggio con la figlia capisce che il suo harem non gli interessa più e desidera una sola regina, inoltre, accettando che Aline e Giglio stiano assieme, sente di non doversi più preoccupare di trovare un suo erede.

## Critica
L'ultimo romanzo pubblicato durante la vita di Pierre Louÿs è delicato e fantasioso, malizioso e divertente. Si burla della burocrazia e del puritanesimo, in modo allegro e sovversivo offrendo una esaltazione del piacere e della sensualità libertina, seguendo un mondo utopistico satirico e anche autobiografico. Alfred Jarry e Claude Debussy, alla sua uscita, lo hanno elogiato.

## Edizione originale
- (FR) Pierre Louÿs, Les aventures du roi Pausole, Paris, Albin Michel, OCLC 1374381302.

## Edizione in lingua italiana
- Pierre Louÿs, Le avventure di re Pausole, Milano, Giachini, 1954, OCLC 926793140.

## Edizioni in altre lingue
- (EN) Pierre Louÿs, The adventures of King Pausole, traduzione di Charles Hope Lumley, Beresford Egan (illustrazioni), New York, William Godwin, 1933, OCLC 6880709.
- (EN) Pierre Louÿs, The Adventures of King Pausole. Illustrated by Clara Tice, Clara TICE (illustrazioni), Paris, Briffaut, 1924, OCLC 560770552.
- (PL) Pierre Louÿs, Przygody króla Pauzola, Barbara Czałczyńska, Julian Rogoziński, Warszawa, "Czytelnik", 1978, OCLC 830320785.
- (ES) Pierre Louÿs, Las aventuras del Rey Pausole, traduzione di Carlos Docteur, Paris, Librería de la Vda. de C. Bouret, 1911, OCLC 433946758.

## Nella cultura di massa

### Trasposizioni cinematografiche
Alexis Granowsky si è ispirato al romanzo col film che ha diretto nel 1932, Les Aventures du Roi Pausole.

### Trasposizioni teatrali
Il romanzo ha ispirato Arthur Honegger per la sua operetta Les Aventures du Roi Pausole che è stata presentata per la prima il 12 dicembre 1930 al Théâtre des Bouffes-Parisiens di Parigi arrivando poi a 500 rappresentazioni.